# ヤショヴァルマン
ヤショヴァルマン（サンスクリット語: यशोवर्मन्, ラテン文字転写: Yashovarman, 生没年不詳）は、パラマーラ朝の第14代国王（在位：1133年頃 - 1142年頃）。

## 生涯
先代ナーラヴァルマンの子。1134年の碑文ではヤショヴァルマンは諸王の王であると記されているが、翌1135年の村への寄進を記録したウッジャイン碑文には、それよりも地位の低いマハラジャであると記されている。
父王の代から始まっていたチャウルキヤ朝のジャヤシンハ・シッダラージャの侵攻を受けた。ヘーマチャンドラの著書によると、ジャヤシンハは聖地であるウッジャインを訪れたがったがためにパラマーラ朝への侵攻を引き起こしたとされる。この結果、パラマーラ朝は敗北を喫してヤショヴァルマンは捕虜となり、ジャヤシンハによって投獄された。都ダールやウッジャインを含むパラマーラ朝の領土の大半がチャウルキヤ朝の支配下に置かれ、ジャヤシンハは配下のマハーデーヴァをアヴァンティ＝マンダラ（マールワー）の総督に任じた。
1142年のジャルラパタン碑文によると、ヤショヴァルマンが脱獄してカリ・シンド川渓谷下部の小国を治めたことが示唆されている。
都ダールの奪還は、次代のジャヤヴァルマン1世によって果たされることになる。